# Adriaan Dortsman
Adriaan Dortsman (1635–1682) is bekend geworden als architect en aanhanger van de classicistische stijl.

## Leven en werk

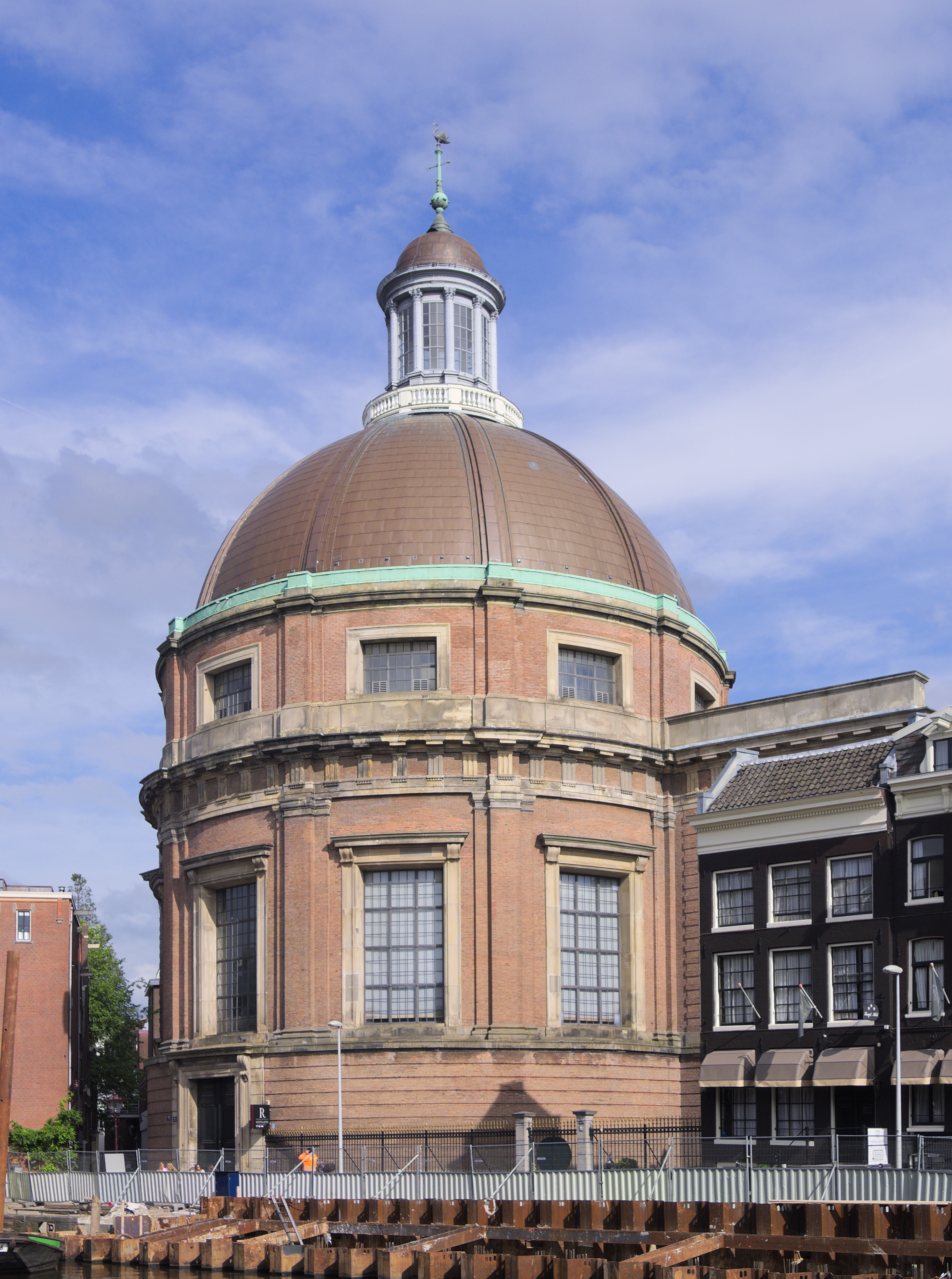
Ronde Lutherse Kerk te Amsterdam

Dortsman was een telg uit een geslacht van Vlissingse timmerlieden en begon in 1658 aan de Leidse hogeschool wiskunde te studeren. In 1669 schreef hij zich nogmaals in aan de hogeschool. Als architect was hij verantwoordelijk voor het ontwerp van talloze bouwwerken in Amsterdam, waaronder de beroemde ronde Lutherse Kerk aan het Singel, het Walenweeshuis op de Prinsengracht, Oosterkerk en Keizersgracht 672-674 (het huidige Museum Van Loon). Ook was hij betrokken bij het (ver)bouwen van buitenplaatsen als kasteel Nijenrode en de buitenplaats Gunterstein (toeschrijving).
Dortsman werd ook benoemd tot 'Controleur der kleine Hollandse Fortificatiën' onder Willem III van Oranje. Hij ontwierp in Amsterdam diverse poorten en verdedigingswerken in 1672. In deze hoedanigheid werd hij in 1676 aangesteld als architect en bouwmeester van de nieuw aan te leggen verdedigingswerken van de stad Naarden. Hij zou de verdedigingswerken echter niet afmaken. Bij een inspectie in 1681 van de half afgebouwde vestingwerken van Naarden kwamen er ernstige gebreken aan het licht. Dortsman kreeg hier de schuld van, maar de gebreken waren in werkelijkheid grotendeels te wijten aan sabotage in opdracht van het stadsbestuur van Amsterdam, dat in de nieuwe vesting eerder een bedreiging dan een bescherming zag.
Na het overlijden van Adriaan Dortsman in 1682 wijdde de Leidse hoogleraar en literator Govert Bidloo een lijkvers aan hem met toespelingen op de ongelukkige affaire:
Had ooit Boukunde eer, 'twas door uw brein en hand;
zij sterft met u en straft 't ondankbaar Vaderland.
Gij echter, die u wel, en wijz'lijk hebt gekweeten,
Zult bij 't onsterfelijk het sterf'lijk lot vergeeten.
Dortsman ligt begraven in de Oosterkerk. Zijn nalatenschap liet hij grotendeels na aan zijn huishoudster Cornelia van der Gon. Zij maakte pronkpoppenhuizen. Bij de vormgeving van deze poppenhuizen leverde Dortsman tijdens zijn leven ook een aandeel.

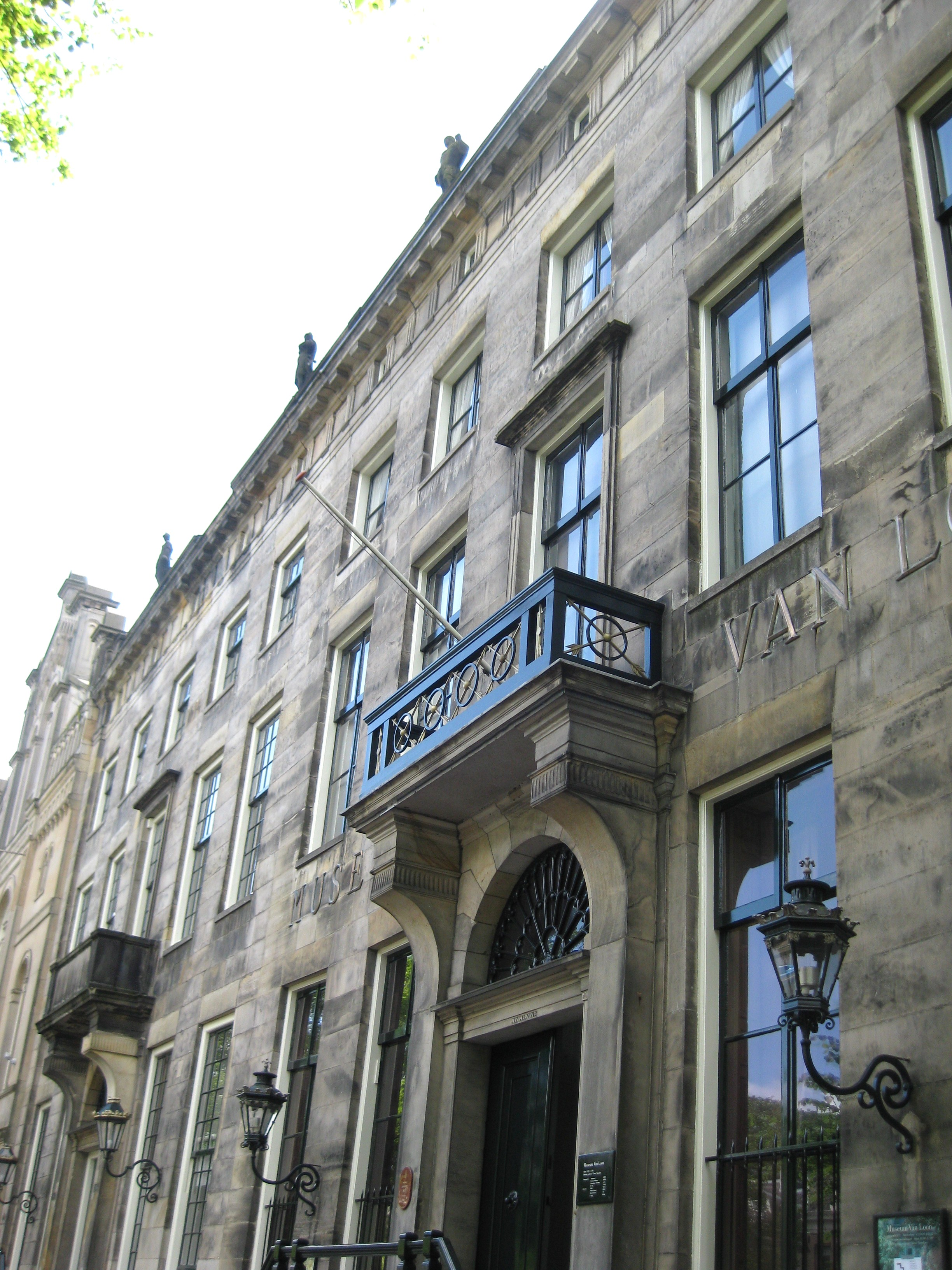
Museum Van Loon
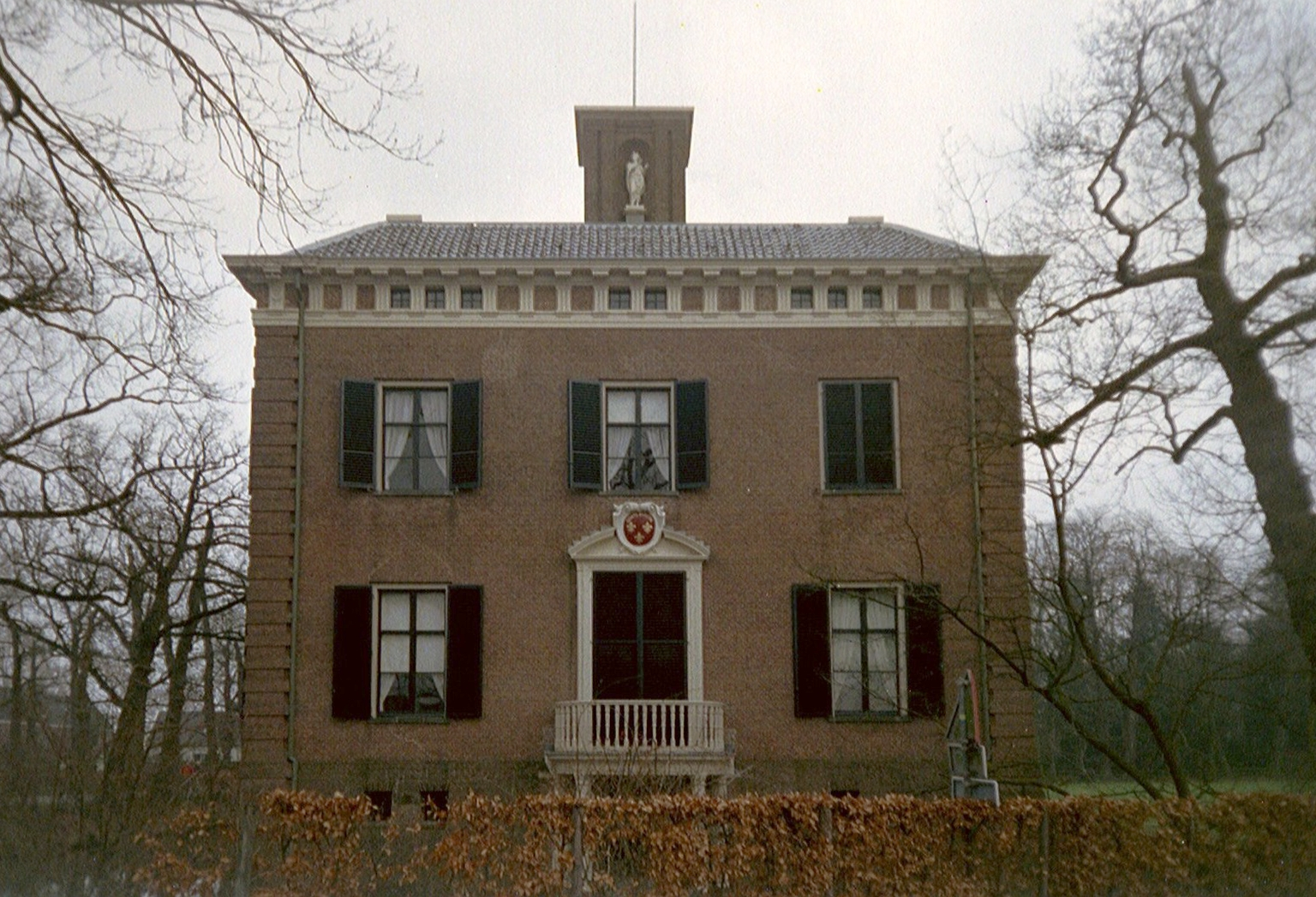
Ridderhofstad Gunterstein, in 1680 herbouwd door Dortsman
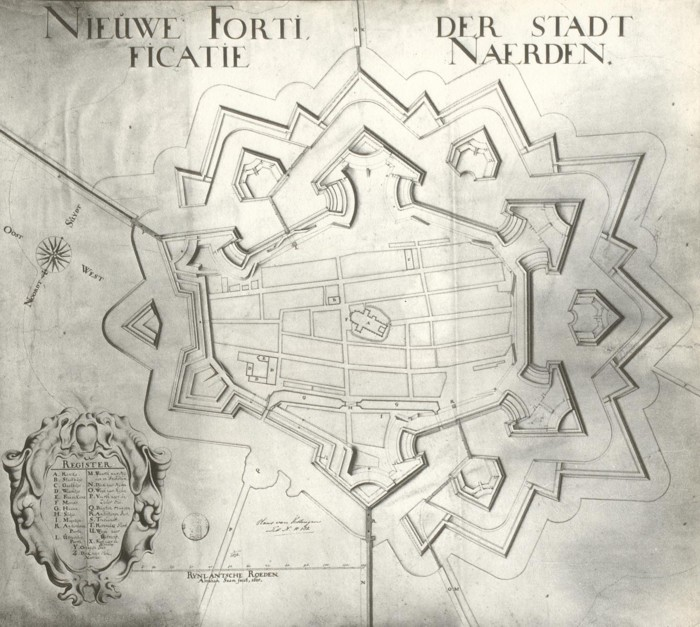
Plattegrond van Naarden uit een handschriftkaart van Abraham Saem (1685)

## Publicaties
- Pieter Vlaardingerbroek: Adriaan Dortsman 1635-1682. De ideale gracht. Met een inl. van Koen Ottenheym. Zwolle, WBOOKS, 2013. ISBN 9789066303416